# Paisaje con el entierro de Santa Serapia
Paisaje con el entierro de Santa Serapia es un cuadro realizado por el pintor francés del Barroco Claudio de Lorena. Mide 212 cm de alto y 145 cm de ancho, y está pintado al óleo sobre lienzo. Data de los años 1639-1640. 
Fue un encargo del rey de España Felipe IV para decorar el Palacio del Buen Retiro (en concreto para la Galería de Paisajes), formando parte de una serie pictórica en la que también participaron otros grandes pintores de la época, como Nicolas Poussin, Herman van Swanevelt, Jan Both, Gaspard Dughet y Jean Lemaire. De la colección real pasó al Museo del Prado de Madrid, donde se expone actualmente (nº de catálogo 2252). 
Lorena realizó ocho cuadros monumentales para el Buen Retiro, en dos grupos: cuatro de formato longitudinal (1635-38: Paisaje con las tentaciones de San Antonio, Paisaje con San Onofre, Paisaje con Santa María de Cervelló y un cuarto desconocido) y cuatro de formato vertical (1639-41: Paisaje con Tobías y el Arcángel Rafael, Paisaje con el embarque en Ostia de Santa Paula Romana, Paisaje con Moisés salvado de las aguas del Nilo, Paisaje con el entierro de Santa Serapia). El programa iconográfico, tomado de la Biblia e Historias de los Santos, fue elegido por el conde-duque de Olivares, que dirigía las obras.

## Descripción
Se trata de una escena religiosa: Santa Serapia era sirvienta de Santa Sabina, una romana de alcurnia, a la que convirtió al cristianismo, hecho por el que fueron martirizadas durante el reinado de Adriano. Este hecho ocurrió en la ciudad de Vindena, que aunque está cerca de Terni, en el siglo XVII, cuando se pintó el cuadro, se creía que correspondía con el Aventino, una de las siete colinas de Roma; por ese motivo se construyó en ese lugar la Basílica de Santa Sabina. En el cuadro, sobre la tapa del sarcófago, figura la inscripción SEPVLTVRA.S.SABIN (a)... SEPELIR(e) IVBET.C.SANCTAE SERAPI(ae).

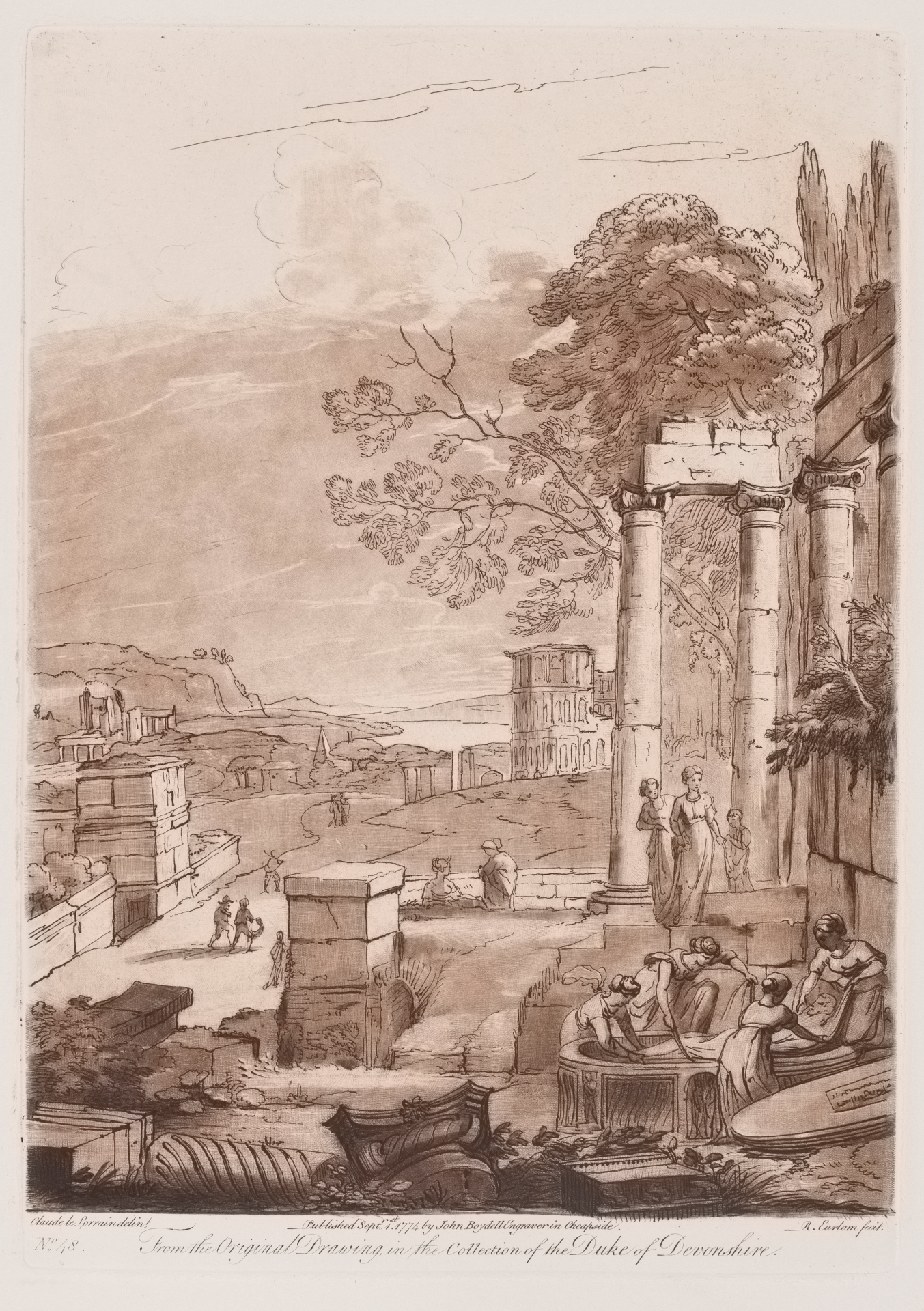
Estampa abierta en 1774 por Richard Earlom a partir del riccordo del Liber Veritatis. Aguafuerte y graneador, seguramente segunda edición,. Gabinete de Dibujos, Estampas y Fotografías del Museo del Prado, donación Pedro Alberdi.

Claudio refleja el momento de la sepultura de la santa, en un escenario plagado de ruinas clásicas, como referencia al hecho de que la basílica cristiana fue erigida sobre el antiguo templo de Juno Regia. Sin embargo, la escena no se corresponde con el momento cronológico del martirio de la santa, sino que las ruinas son las coetáneas a la época del artista, en que el lugar era conocido como Campo Vaccino, debido a que las vacas pastaban en ese lugar. Al fondo se ve el Anfiteatro Flavio, más conocido como el Coliseo, y en lontananza se divisa el río Tíber. 
El artista lorenés despliega en esta obra una de sus composiciones típicas, donde la figura humana está reducida al mínimo y solo es un pretexto para otorgar un asunto a la obra, mientras que el protagonismo lo adquiere el paisaje, un vasto panorama majestuoso y bucólico, evocador de un pasado esplendoroso, donde juega un papel fundamental el intenso cromatismo y los efectos lumínicos y atmosféricos.
Este cuadro formaba pareja (pendant) con Paisaje con Moisés salvado de las aguas del Nilo, también en el Prado: mientras Moisés representa el nacimiento, Santa Serapia significa la muerte, simbolizando el paso del tiempo.
Esta obra figura en el Liber Veritatis (cuaderno de dibujos donde Claudio dejaba constancia de todas sus obras, para evitar las falsificaciones) con el número 48.